# Алберто Байо
Алберто Байо Хируд (на испански: Alberto Bayo y Giroud) е испански и кубински генерал от Гражданската война в Испания.
Най-значимото му действие по време на войната е опитът за нахлуване в държаните от националистите острови Ибиса и Майорка в битката за Майорка. Той също е поет и есеист.

## Биография
Роден е в Куба и учи в САЩ и Испания. Става част от испанската военна авиация. Първият му полет е през 1916 г. Изключен от авиацията след участие в дуел. След това е принуден да се присъедини към Испанския легион през 1924 г. и участва в Мароканската война, в която е две години ротен командир. През 1925 г. е тежко ранен в слабините и прекарва една година във възстановяване. През 1926 г. иска да се върне в Африка и е назначен в 3-и батальон на Мехал де ла Гомара, който е част от войските на генерал Капас, участвайки в тежки битки до 1927 г.
Завръща се във военновъздушните сили по време на Втората испанска република и е назначен на административни постове, но не е повишен.
Назначен за 2-ри началник-щаб на V армейски корпус за битката при Брунете. Последователно е повишен в командир и подполковник. Трябва да отговаря за подготовката на партизанска колона в Сиера де Мадрид, но в крайна сметка планът не е осъществен и Байо е военен аташе в Министерството на войната.
След като войната е загубена, Байо има фабрика за мебели в Мексико и се съобщава, че е инструктор във Военната академия на Гуадалахара. В Мексико има връзка с видни латиноамерикански революционери и е сътрудник и ментор на някои от тях, включително Че Гевара и Фидел Кастро. Присъединява се към партизаните като съветник и участва в Кубинската революция. Там поддържа близко приятелство с Кастро и Че Гевара. Въпреки че не е известно дали продължава контактите със съветски агенти като „Команданте Карлос Контрерас“ (Виторио Видали) и двамата в Мексико по това време.